# توليو غاداليا
توليو غاداليا (من مواليد 12 نوفمبر 1987) سياسي برازيلي. كعضو في حزب العمل الديمقراطي شغل منصب نائب فيدرالي لبيرنامبوكو منذ عام 2019.

## الحياة الشخصية
غاداليا خريج جامعة بيرنامبوكو الكاثوليكية. منذ عام 2017 كان على علاقة مع الصحفية في غروبو غلوبو فاطمة برناردس. في أوقات فراغه يكون متزلجًا على الأمواج وروادًا للشاطئ.

## الحياة السياسية
خاض غاداليا انتخابات 2014 لكنه حصل فقط على 3495 صوتًا ولم تُنتخب لمنصب. تم انتخابه ليكون نائبًا فيدراليًا عن ولاية بيرنامبوكو مسقط رأسه، حيث تم انتخابه بأغلبية 75642 صوتًا في انتخابات 2018.